# Tocuyito

Kommunens läge i delstaten Carabobo

Tocuyito är en stad i delstaten Carabobo i norra Venezuela. Den består av de två socknar, parroquias, som utgör kommunen Libertador. Staden är belägen strax sydväst om Valencia, delstatens administrativa huvudort, och ingår i denna stads storstadsområde. Invånarantalet var 175 255 år 2007 på en yta av 558 km².